# ソリッドアコースティックス
株式会社ソリッドアコースティックス（Solid Acoustics Co.,Ltd.）は、オーディオ機器製造、投資事業、経営コンサルティングを行っていた企業で、2007年に破産した。東証2部上場のソリッドグループホールディングスを子会社としていた。

## 概要
無指向性・点音源を再現できる「12面体スピーカー」を特徴とするオーディオ機器製造を行っていた。創業者（前会長）の川上巌は、かつてヤマハ社長を務めた川上浩の長男である。

## 沿革
- 2006年
  - 6月 - 歌手のシャカラビッツやB-DASHらが所属する音楽事業会社「株式会社エクセルキュー」を買収し100%子会社化。
  - 12月1日 - ライブドア傘下の中古自動車販売会社カーチス（旧ライブドアオート）の株式51%をTOBにより118億円で傘下に治めると発表。
- 2007年
  - 1月10日 - カーチスのTOBが成功し、筆頭株主に。
  - 4月1日 - カーチスがソリッドグループホールディングス（SGHD社）に商号変更。
  - 6月4日 - 川上浩・川上嘉次の両名が取締役を辞任。
  - 6月6日 - SGHD社から借り受け、リーマンブラザーズ証券に担保提供していた120億円に対し質権実行を受ける。
  - 6月26日 - SGHD社のニュースリリース（訂正版）で、川上巌が5月に代表権を返上していたことが判明する。SGHD社は当初、同氏が5月に取締役を辞任したと記載していた。後任の代表取締役は奥田昇。
  - 7月31日 - SGHD社から提訴される。
  - 10月 - 子会社のソリッドレゾリューションズ・ソリッドヒューマンテクノロジーズ・ソリッドアセットマネジメント・ソリッドミュージックエンタテインメントの全株を、それぞれの子会社の代表取締役へ順次譲渡。
  - 10月19日 - SGHD社を子会社から関連会社へ変更（持株比率が議決権ベースで過半数を割り込んでいるため）。
  - 10月31日 - 奥田昇・真田哲弥・藤井敬介の3名が取締役。臨時株主総会により新たに豊憲一・川上直子を取締役に、溝口利弥を監査役にそれぞれ選任。代表取締役に川上巌が復帰。
  - 11月30日 - 子会社である株式会社エクセルキュー（代表者：高梨洋一）を株式会社ユーエムイー（代表者：眞下幸孝）に1000万円で売却[1]。
  - 12月26日 - 東京地裁が破産手続開始決定、ときわ法律事務所弁護士・綾克己を破産管財人に選任する。

## 関連会社

### エンタテイメント事業
- 株式会社エクセルキュー - SA社の子会社、音楽出版業、売却。
  - QQS DISTRIBUTION - 作品流通部門。2009年4月にPCI MUSICに引き継がれる。
- 株式会社ソリッドミュージックアンドエンタテインメント - SA社の子会社、芸能事務所。2007年10月31日売却（譲渡先：代表者 仲田剛）。
- 株式会社ソリッドサンズエンタテインメント - SA社の子会社、芸能事務所、解散。
- AAフィナンシャル・システム株式会社 - SGHD社の子会社、金融業、SBIホールディングスに売却。
- 株式会社ソリッドコンタクツ - SA社の子会社、ゴルフ用品販売店。

### コミュニティ事業
- 株式会社ソリッドアセットマネジメント - SA社の子会社、不動産業。2007年10月31日売却（譲渡先：代表者 溝口利弥）。
- ソリッド駒沢スタジオ

### IT事業
- 株式会社ソリッドエクスチェンジフォーメディア - SA社の子会社、インターネット関連事業。

### 人材派遣事業
- 株式会社ソリッドヒューマンテクノロジーズ - SA社の子会社、IT系アウトソーシング。2007年10月22日売却（譲渡先：代表者 櫻田琢志）。同年11月1日に商号を株式会社SHTへ変更。
- 株式会社ソリッドレゾリューションズ - SA社の子会社、有料人材紹介業。2007年10月1日売却（譲渡先：代表者 清田良）。商号をケーズ・エージェンシー株式会社へ変更。